# 太子大廈

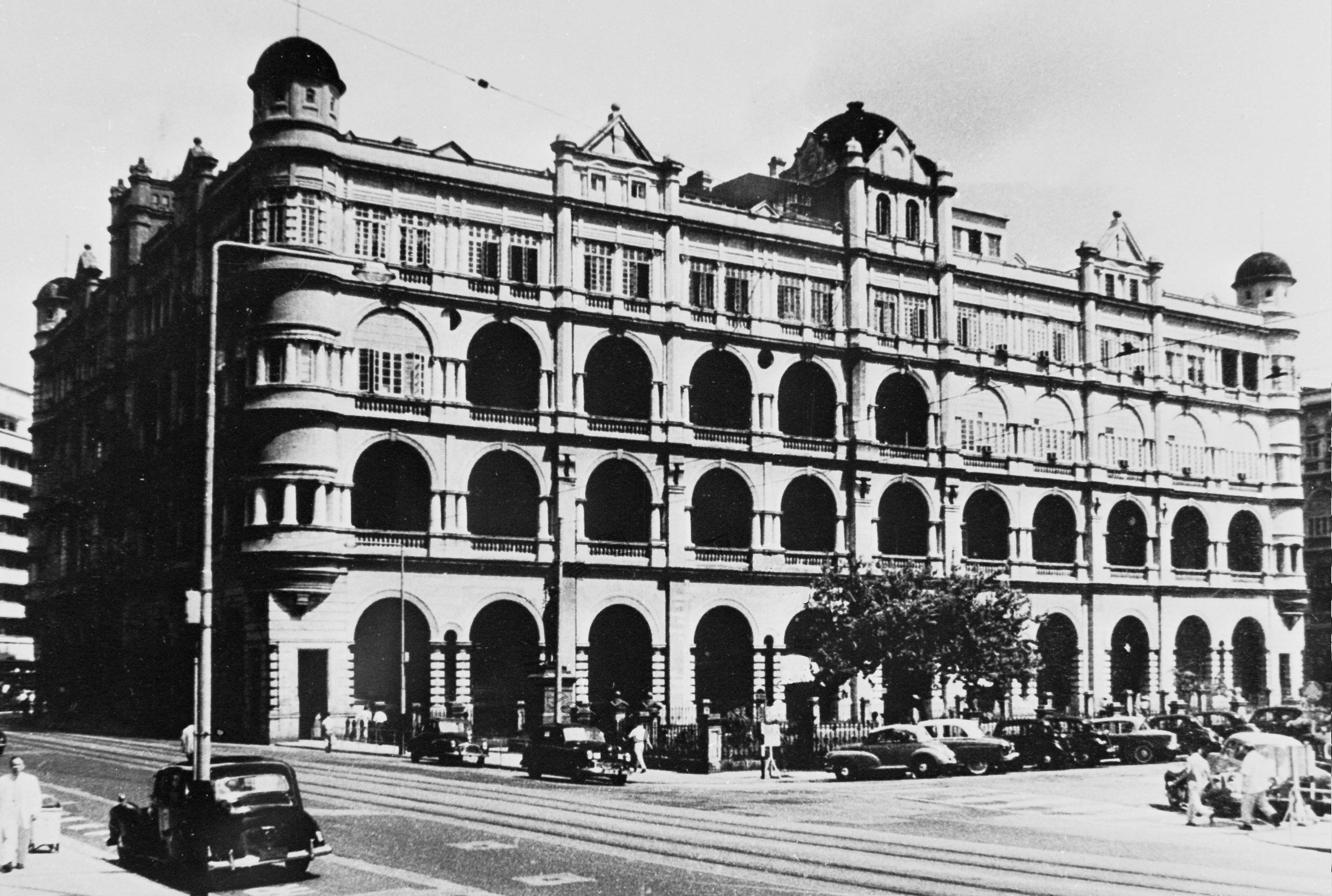
1945年中環第一代太子大廈「太子行」，建於1904年，1963年拆卸

太子大廈，位於香港中環遮打道10號，是置地公司發展的商用物業之一。太子大廈樓高27層，基座五層為購物商場置地太子（Landmark Prince's）。

## 歷史

### 第一代
太子大廈（太子行）是於1904年動工，大廈採用文藝復興風格建成，樓高四層，座落於創辦人之一的保羅·遮打倡議的土地之上，南方是由利安於1899年興建的皇后大廈。太子大廈與同期的皇后行、香港會建築風格相近，最後於1963年重建。
當時大廈的由幾間銀行及律師樓使用，包括橫濱正金銀行、台灣銀行、東方匯理銀行、的近律師行及孖士打律師行。

### 第二代

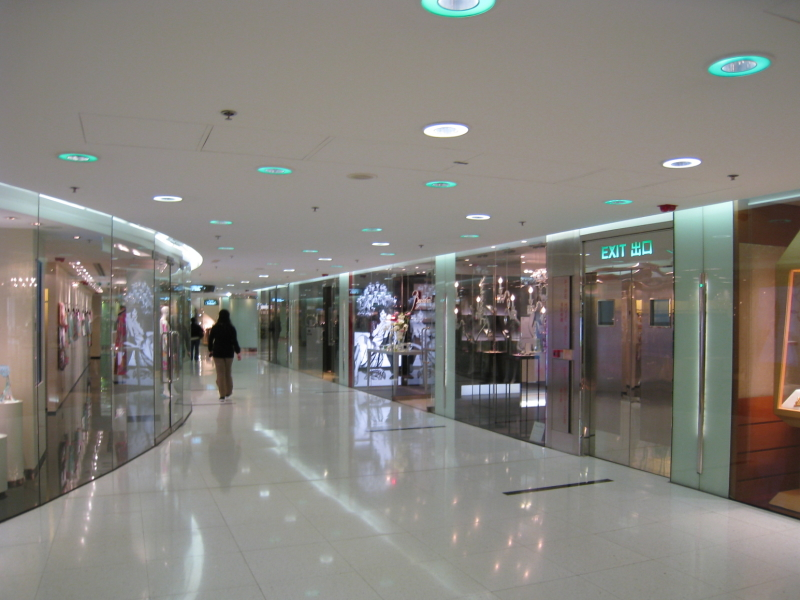
翻新前的太子大廈購物商場（2008年）

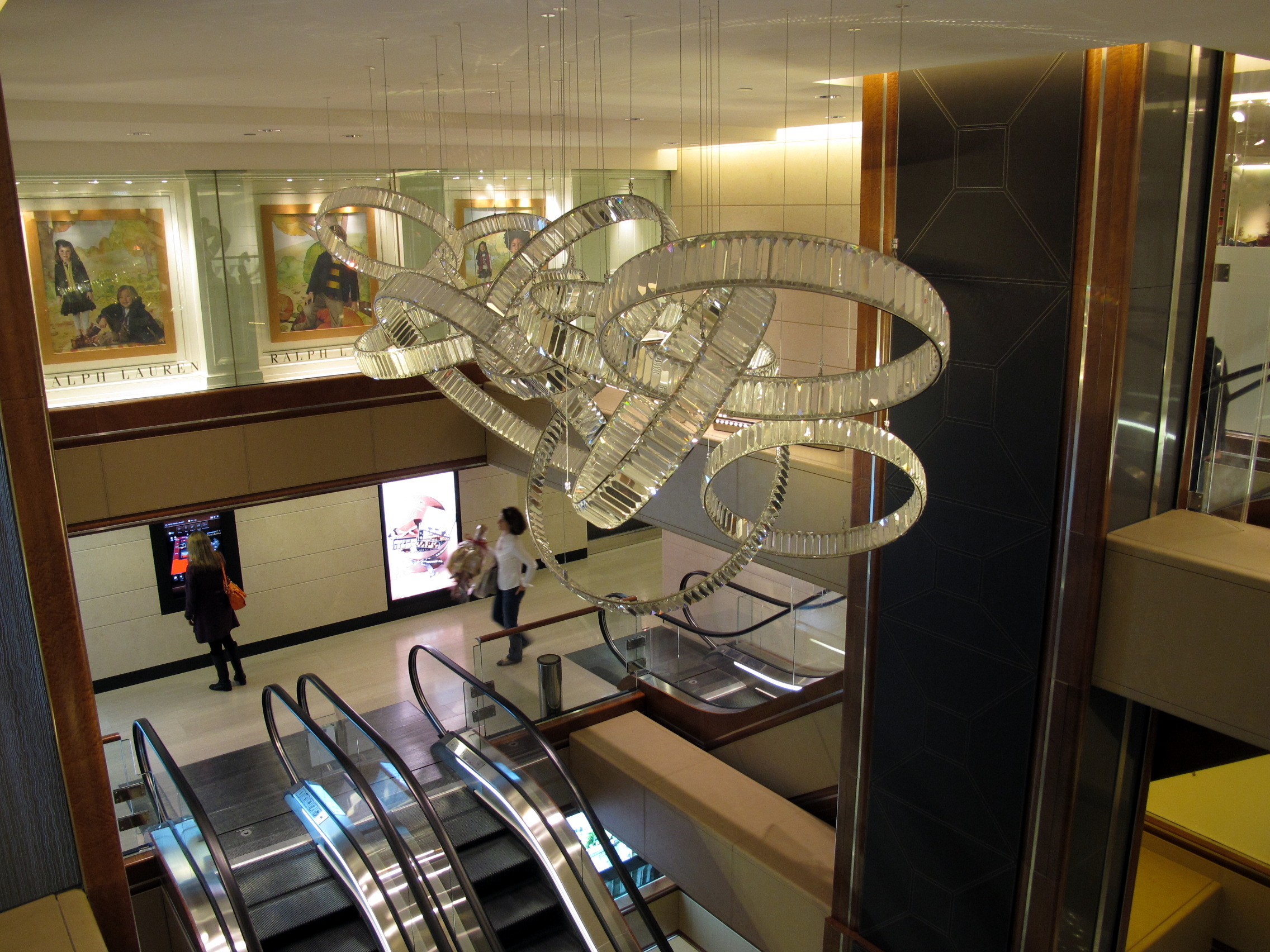
翻新後的太子大廈商場中庭（2011年）

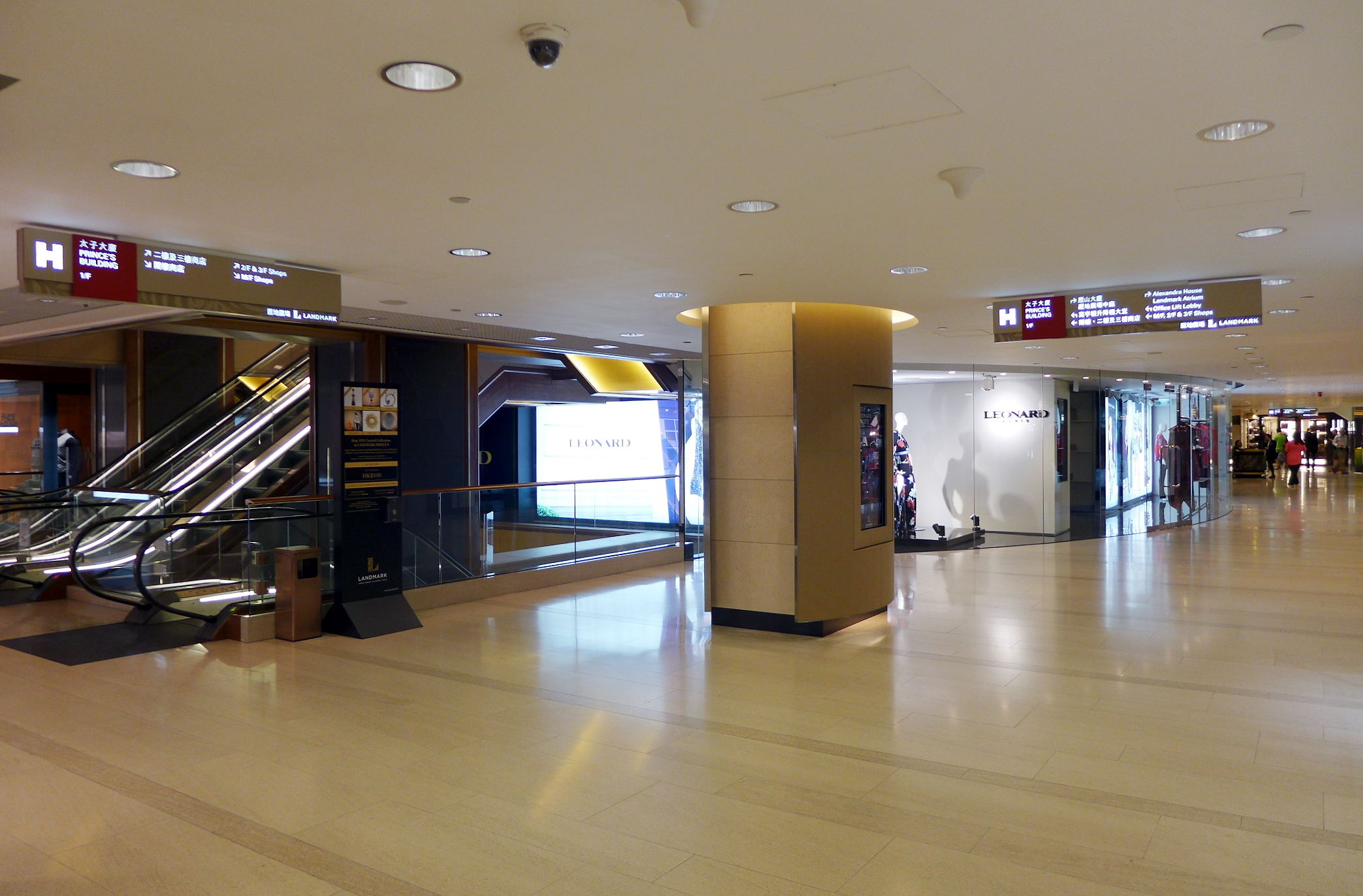
翻新後的太子大廈購物商場（2014年）- 又稱「置地太子」

現在的太子大廈建成於1965年，大廈樓高27層，由巴馬丹拿設計，新福港承建。雖然太子大廈的裝修素來以高雅著稱，可是受室內面積所限，內部陳設至90年代中期已漸趨落伍，置地為力保中環地王的美譽，九七回歸之後亦正式步置地廣塲後塵，於1998至1999年進行大規模翻新，破舊的白色外牆被換上啡白相間的高級瓷磚，並加強採光比例，更引入西方流行的雙層複式甚至多層式商舖，部分國際名牌，例如Cartier、Van Cleef & Arpels、面向皇后像廣場及遮打道的 Chanel旗艦店，更設有高達五層高的玻璃幕牆及廣告版。基座地面5層是購物商場置地太子，總零售面積約14.5萬平方呎，設90個商戶，以售賣國際名牌時裝及飾物為主。現時租用的品牌商戶包括香奈兒、卡地亞、梵克雅寶、蕭邦錶、江詩丹頓、積家、克里斯提·魯布托、朗格錶、沛納海、克羅心、愛馬仕、Qeelin等等。其中一個商戶Oliver's The Delicatessen（利華精美食品店）早在1981年已開業，成為牛奶國際旗下香港首間主要針對上層階級消費者的超級市場。
商場部份亦設有空調行人天橋連接置地廣塲、歷山大廈、香港文華東方酒店、香港上海匯豐銀行總行及渣打銀行總行。而其中連接文華東方酒店的天橋更是香港第一條空調行人天橋，於1963年建造。
由於舊立法會大樓空間不敷應用，香港立法會秘書處曾在此租用單位辦公。該秘書處已於2009年11月遷至花旗銀行大廈3樓，再於2011年9月遷往添馬艦立法會綜合大樓。
2010年，置地斥逾1.5 億元翻新該廈商場部分，包括容許品牌使用外牆設計店舖、商場地下入口進行改建和更換扶手電梯等。翻新後以深色木作主調設計，中庭亦裝設水晶裝飾。
2012年，香港置地把太子大廈的購物商場命名為置地太子（Landmark Prince's）。
2018年，愛馬仕位於中環的旗艦店遷入置地太子。

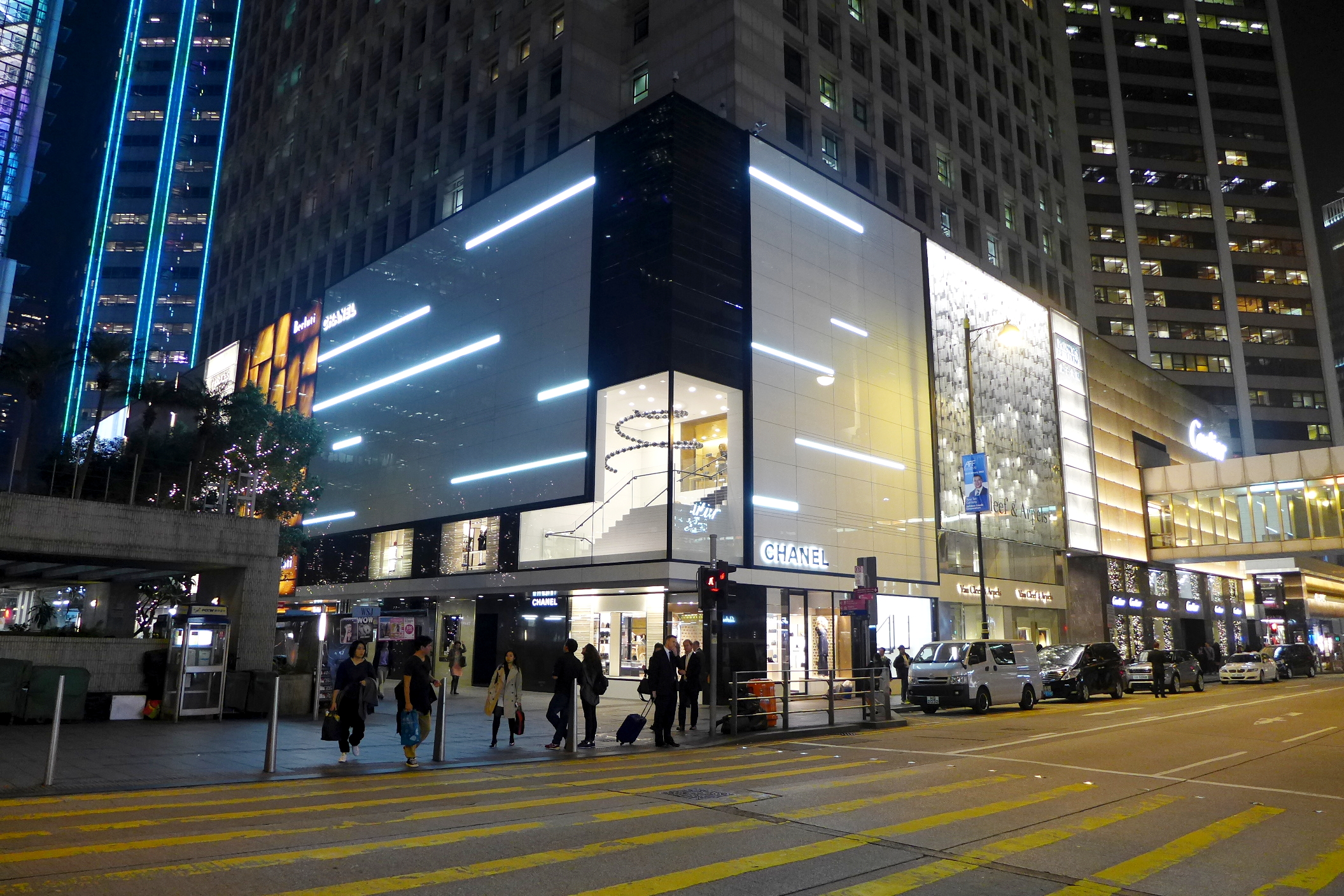
置地太子香奈兒（Chanel）旗艦店
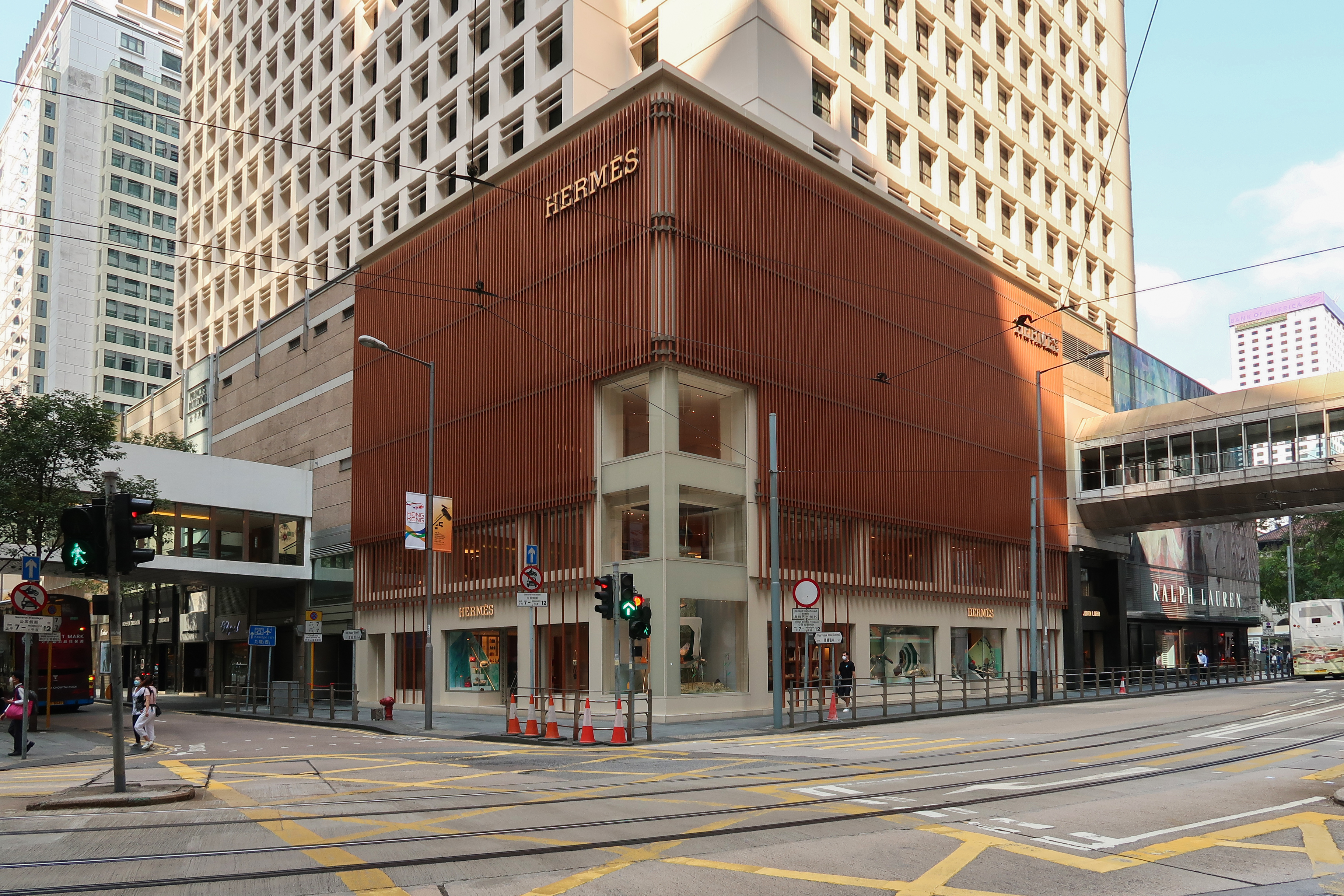
置地太子愛馬仕（Hermès）旗艦店
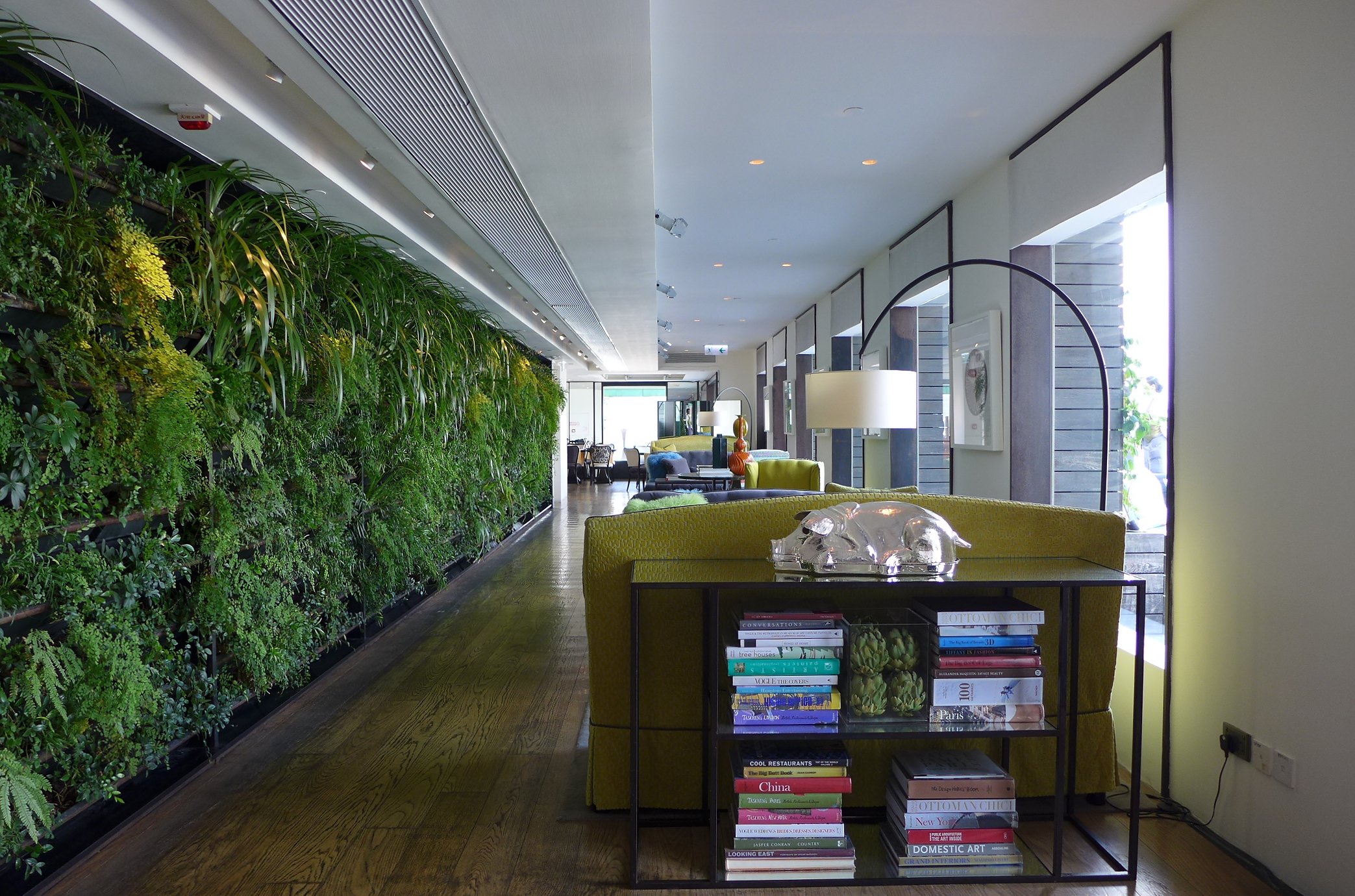
25樓為人氣食店SEVVA

### 未來發展
2011年8月30日，屋宇署批出太子大廈重建為1幢32層高的甲級商廈（建於4層平台之上），涉及樓面約60.51萬方呎，若落實重建計劃，除為該集團過去10年以來最大型的商廈重建項目外，亦是中環核心區內過去10年以來最大宗商廈重建計劃。不過業主置地公司表示，該廈翻新工程將在2011年11月底完成，暫時無意重建該廈，入則只為長遠發展作準備。
2024年6月底，業主置地公佈翻新大廈。其中最低兩層寫字樓會變成特色餐飲，讓食客欣賞皇后像廣場景緻。而翻新工程下，部分租戶已經結業，包括位於地庫，自2000年開業的西餐廳DotCod Seafood Restaurant & Oyster Bar。

## 樓層分佈
- 4樓︰萊索托駐港名譽領事館
- 5樓：卓健醫療中心（501室-507室）、香港銀行公會（525室）
- 6樓：高露雲律師行
- 7-11樓：畢馬威會計師事務所（KPMG）
- 12樓：胡百全律師事務所（1225室）
- 13樓：梁家傑資深大律師辦事處（1323A-1328室）
- 14樓：李國強、彭書幗律師行（1408室）、羅兵咸永道（PwC）（1424室）
- 16-19樓：孖士打律師行（Mayer Brown）
- 20-24樓：羅兵咸永道（PwC）
- 25樓：SEVVA酒吧

## 鄰近主要建築
- 皇后像廣場
- 香港文華東方酒店
- 聖佐治大廈
- 中國銀行大廈
- 滙豐總行大廈
- 渣打銀行大廈
- 歷山大廈
- 置地文華東方酒店
- 置地廣場
- 東亞銀行大廈
- 中建大廈
- 中匯大廈

## 鄰近街道
- 遮打道
- 雪廠街
- 德輔道中

## 流行文化
- 2022年香港科幻電影《明日戰記》故事尾段的三角街場景，其建構以太子大廈範圍作為參考。

## 外部連結
维基共享资源上的相關多媒體資源：太子大廈